# Carex curvula
Carex curvula är en halvgräsart som beskrevs av Carlo Allioni. Carex curvula ingår i släktet starrar, och familjen halvgräs.

## Underarter
Arten delas in i följande underarter:
- C. c. curvula
- C. c. rosae

## Bildgalleri

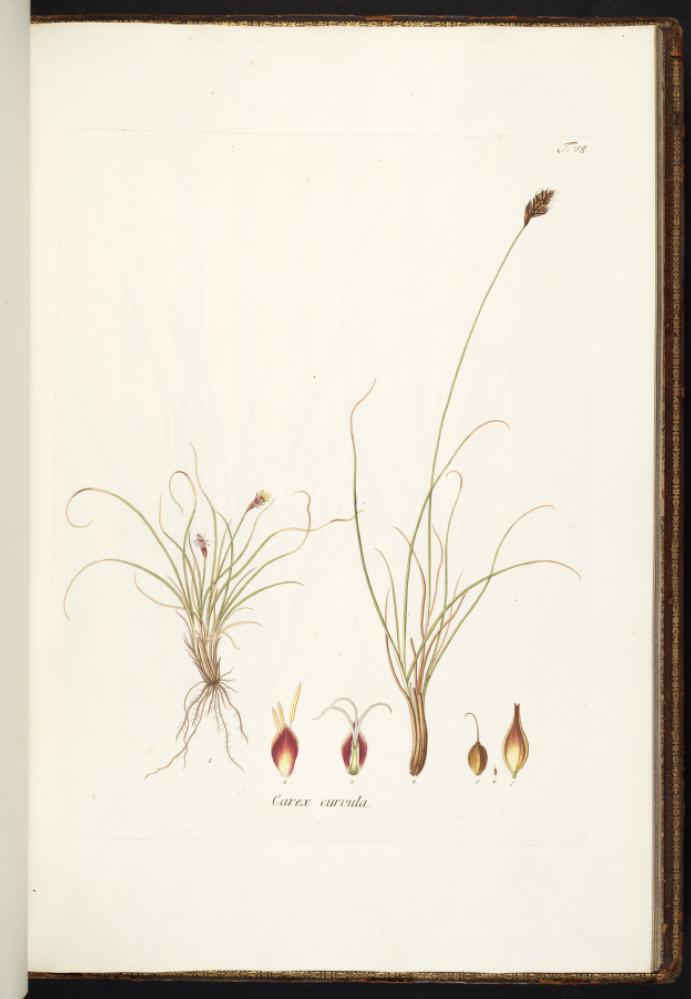
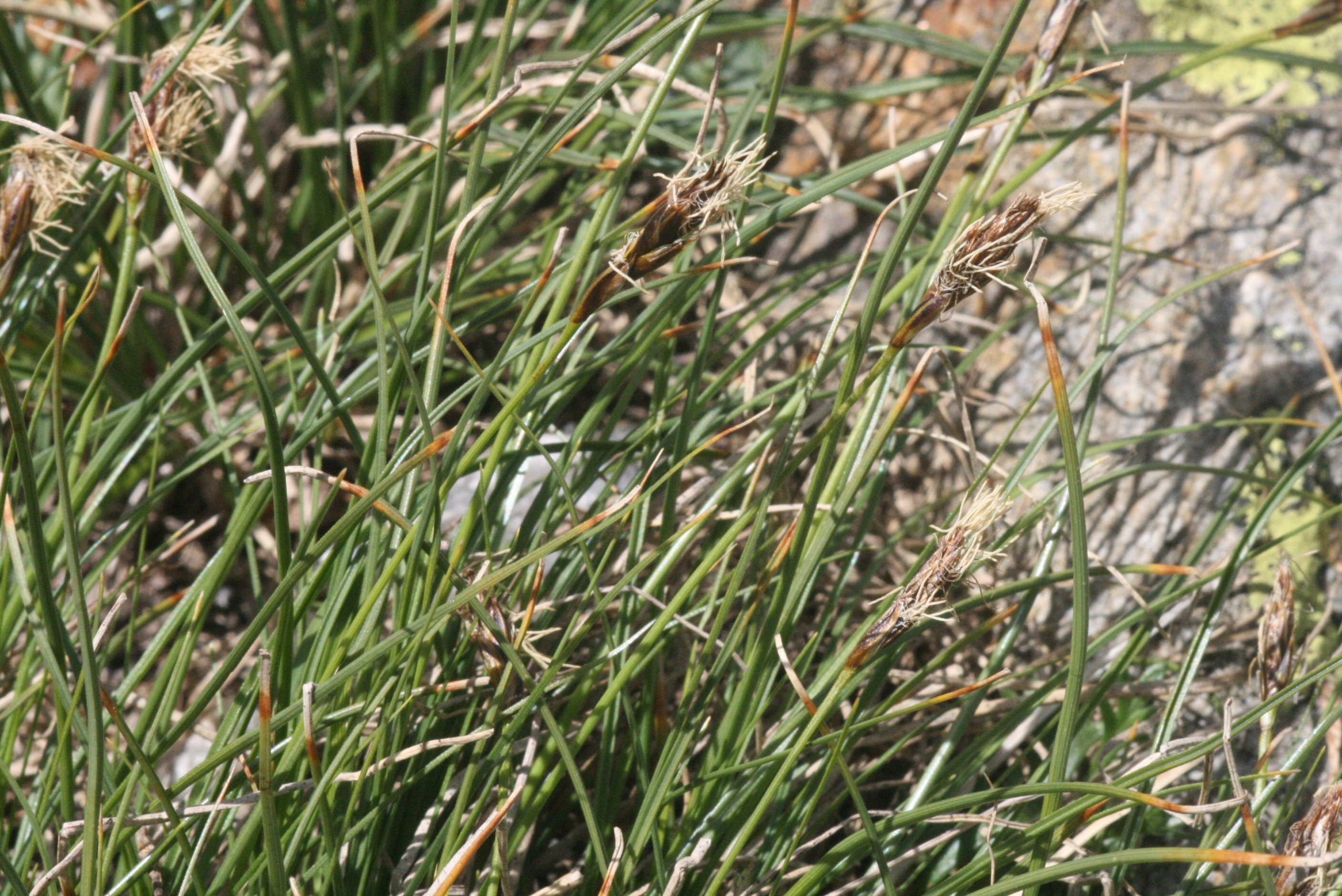
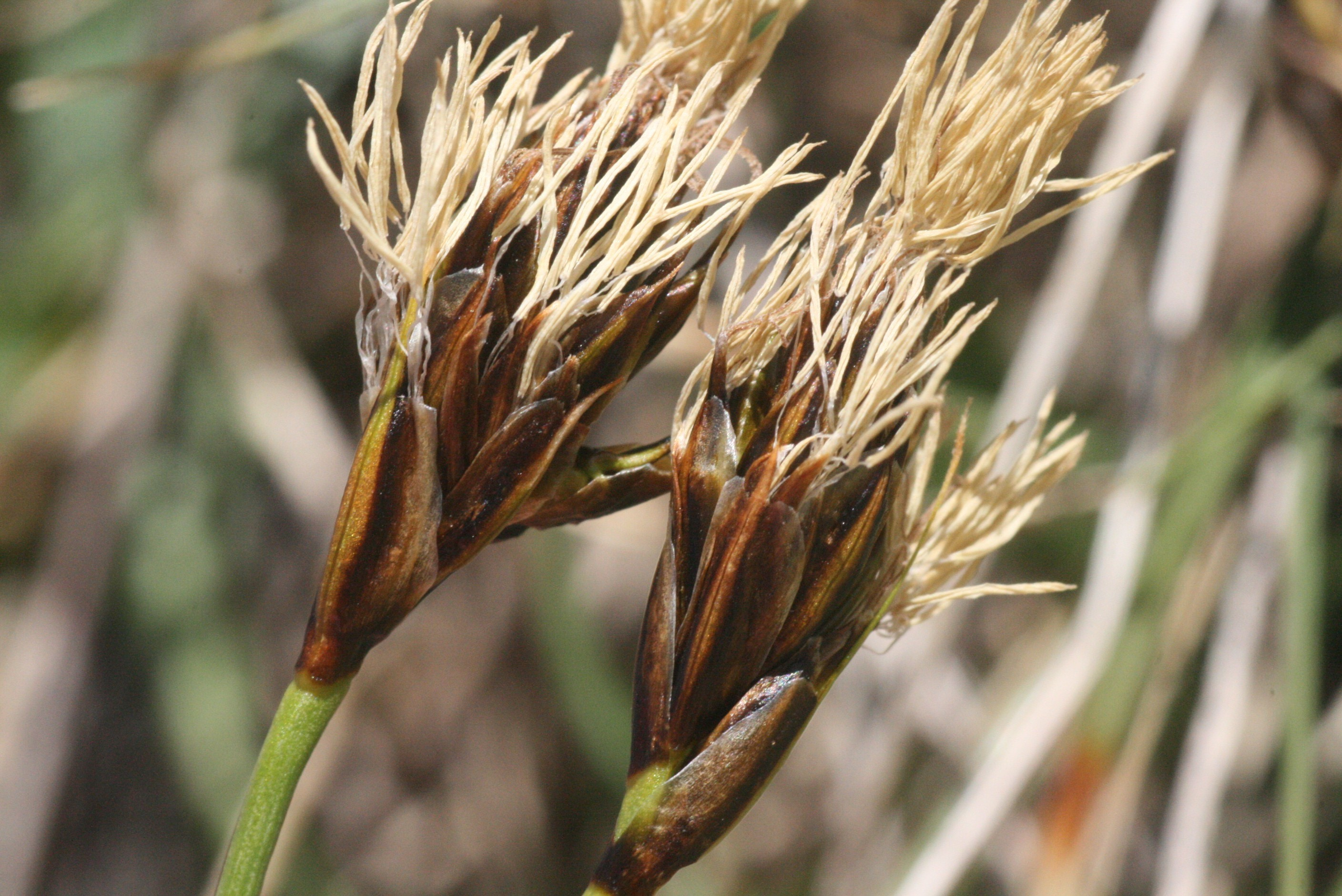
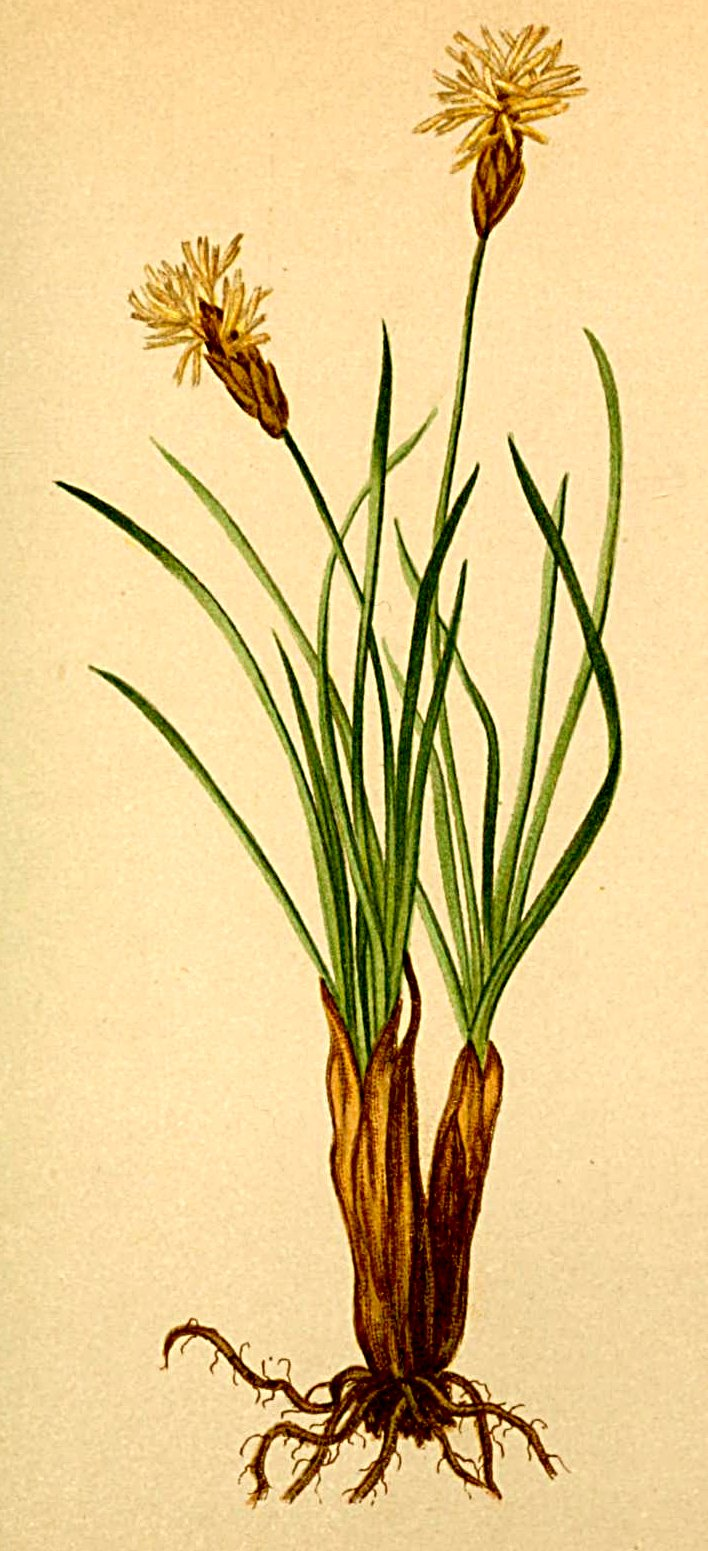
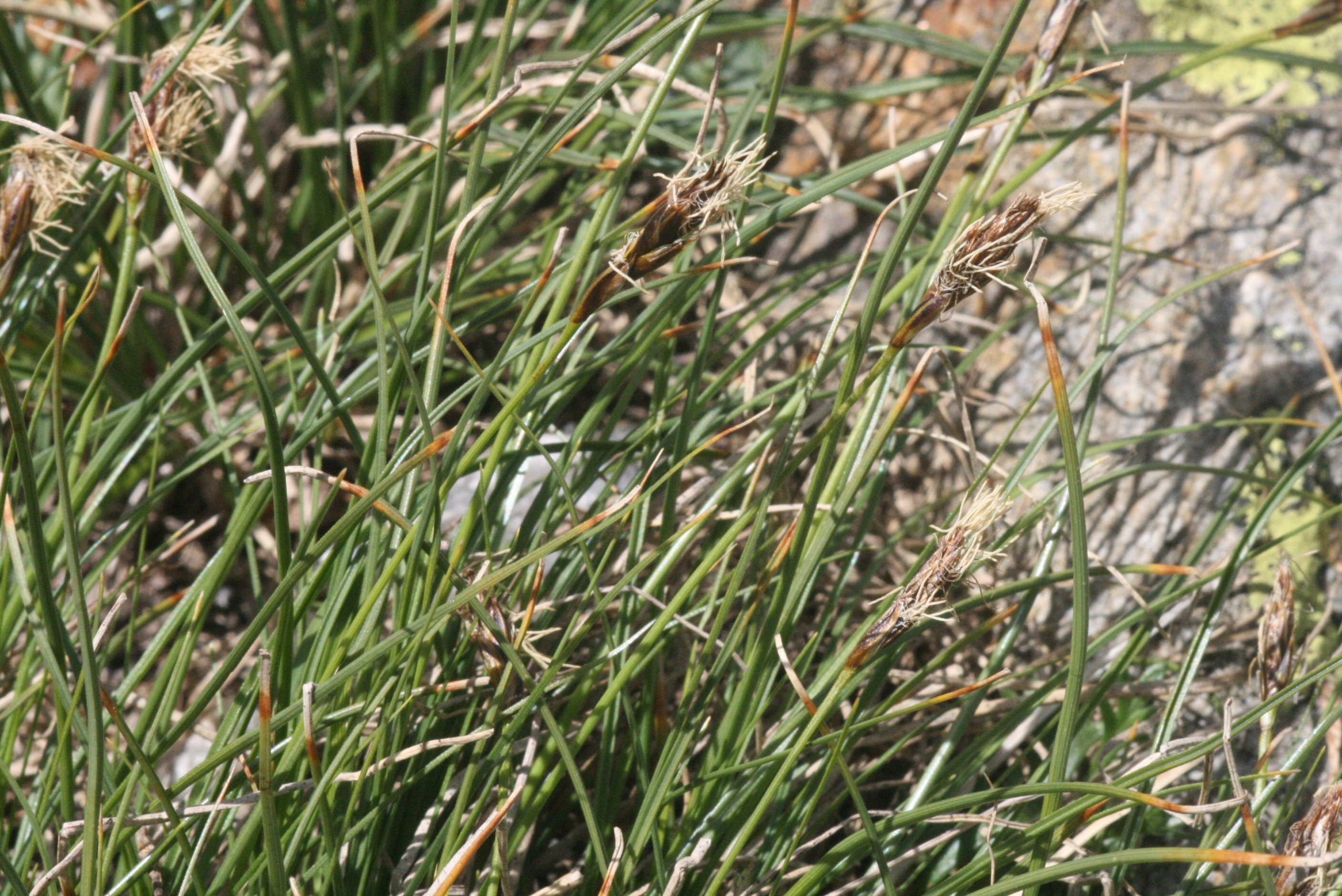
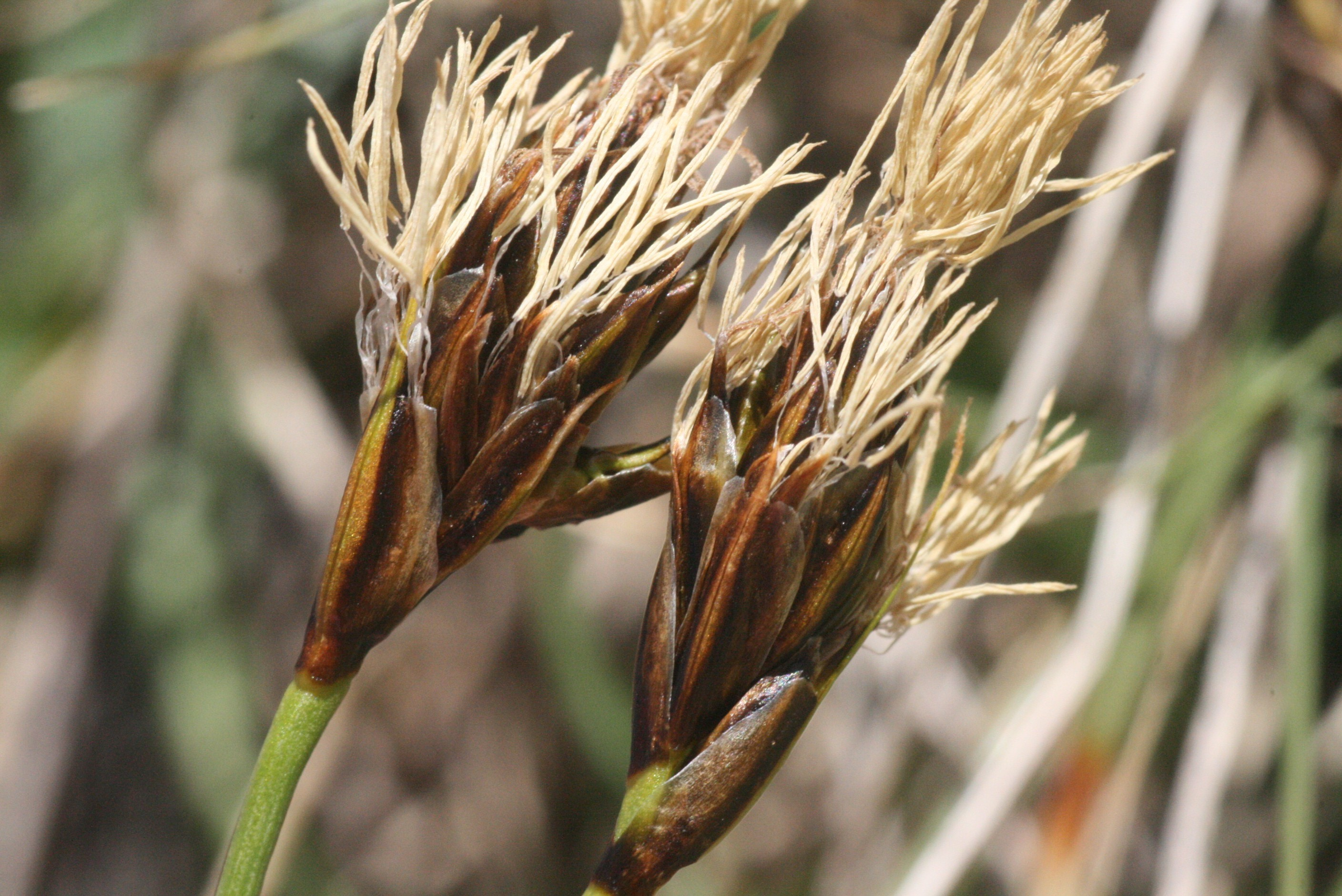